# Edificio en calle Sant Llorenç 5 de Alcoy
El edificio en la calle Sant Llorenç número 5, situado en la ciudad de Alcoy (Alicante), España, es un edificio residencial de estilo modernista valenciano construido en el año 1910, que fue proyectado por el arquitecto Vicente Pascual Pastor.

## Descripción
El edificio es obra del arquitecto alcoyano Vicente Pascual Pastor en 1910 para la residencia particular de Antonio Vicens, empresario y banquero vinculado a la Banca Vicens. El edificio consta de planta baja y cuatro plantas. 
En el edificio destaca el ladrillo visto de la fachada con remate en piedra en la parte superior de los ventanales y el diseño de carácter geométrico de las barandillas. La decoración en todas las alturas es de tipo floral y vegetal, típicamente modernista.